# Sumpfzypressen
Die Sumpfzypressen (Taxodium) sind eine Pflanzengattung aus der Familie der Zypressengewächse (Cupressaceae, früher namensgebender Typus der Familie Taxodiaceae und nun Unterfamilie Taxodioideae). Diese Gattung umfasst nur noch ein, zwei oder drei Arten, von denen eine sommergrün und die andere fast immergrün ist. Ihr Verbreitungsgebiet beschränkt sich auf die südlichen USA, Mexiko und Guatemala. In Europa ist nur die Echte Sumpfzypresse (Taxodium distichum) in Parkanlagen zu finden. Denkmalgeschützte Sumpfzypressenalleen gibt es im Beetzendorfer Park und in Brandenburg an der Havel (Sumpfzypressenallee Grillendamm).
Da das Holz der Sumpfzypressen sehr begehrt in der Forstwirtschaft ist, gehen ihre Bestände zurück. In früheren erdgeschichtlichen Zeiten war diese Gattung weiter verbreitet. Sie ist seit dem Jura bekannt und findet sich fossil etwa in Schichten aus dem Tertiär, die in deutschen Braunkohletagebauen gewonnen werden.

## Beschreibung

### Vegetative Merkmale
Die Sumpfzypressen-Arten sind laubwerfende oder immergrüne Bäume. Die seitlichen Wurzeln bilden an periodisch überfluteten Standorten unregelmäßige konische bis gerundete Knies als Auswüchse. Die Nadeln sind abgeflacht und linealisch bis linealisch-lanzettlich.

### Generative Merkmale
Die männlichen Zapfen umfassen 10 bis 20 Sporophylle, jedes davon mit zwei bis zehn Pollensäcken. Die weiblichen Zapfen sind fast kugelig und reifen in einem Jahr. Ihre fünf bis zehn Zapfenschuppen sind dünn und holzig und lösen sich früh. Die Keimlinge besitzen vier bis neun Keimblätter (Kotyledonen). 
Die Chromosomengrundzahl beträgt x = 11.

## Systematik
Doe Gattung Taxodium wurde 1810 durch Louis Claude Marie Richard in Annales du Museum National d'Histoire Naturelle. Paris, 16, S. 298 aufgestellt.
Je nach Autor gibt es in der Gattung Taxodium ein, zwei oder drei rezente Arten:
- Echte Sumpfzypresse (Taxodium distichum (L.) Rich. mit der Varietät Aufrechte Sumpfzypresse Taxodium distichum var. imbricarium (Nutt.) Sarg.)
- Mexikanische Sumpfzypresse oder Montezuma-Zypresse (Taxodium mucronatum Ten.): Sie kommt in Mexiko, in Texas und in Guatemala vor.[3]

Manche Autoren unterscheiden drei Arten der Sumpfzypressen oder auch nur eine Art mit drei Varietäten, da alle miteinander Hybriden bilden können:
- Echte Sumpfzypresse (Taxodium distichum var. distichum): Sie kommt in den südöstlichen und in den östlich-zentralen Vereinigten Staaten vor.[3]
- Aufrechte Sumpfzypresse (Taxodium distichum var. imbricarium (Nutt.) Croom): Sie kommt in den südöstlichen Vereinigten Staaten vor.[3]
- Mexikanische Sumpfzypresse (Taxodium distichum var. mexicanum (Carrière) Gordon & Glend.; Syn.: Taxodium mucronatum Ten.): Sie kommt vom südlichen Texas bis Mexiko und Guatemala vor.[3]

## Bilder

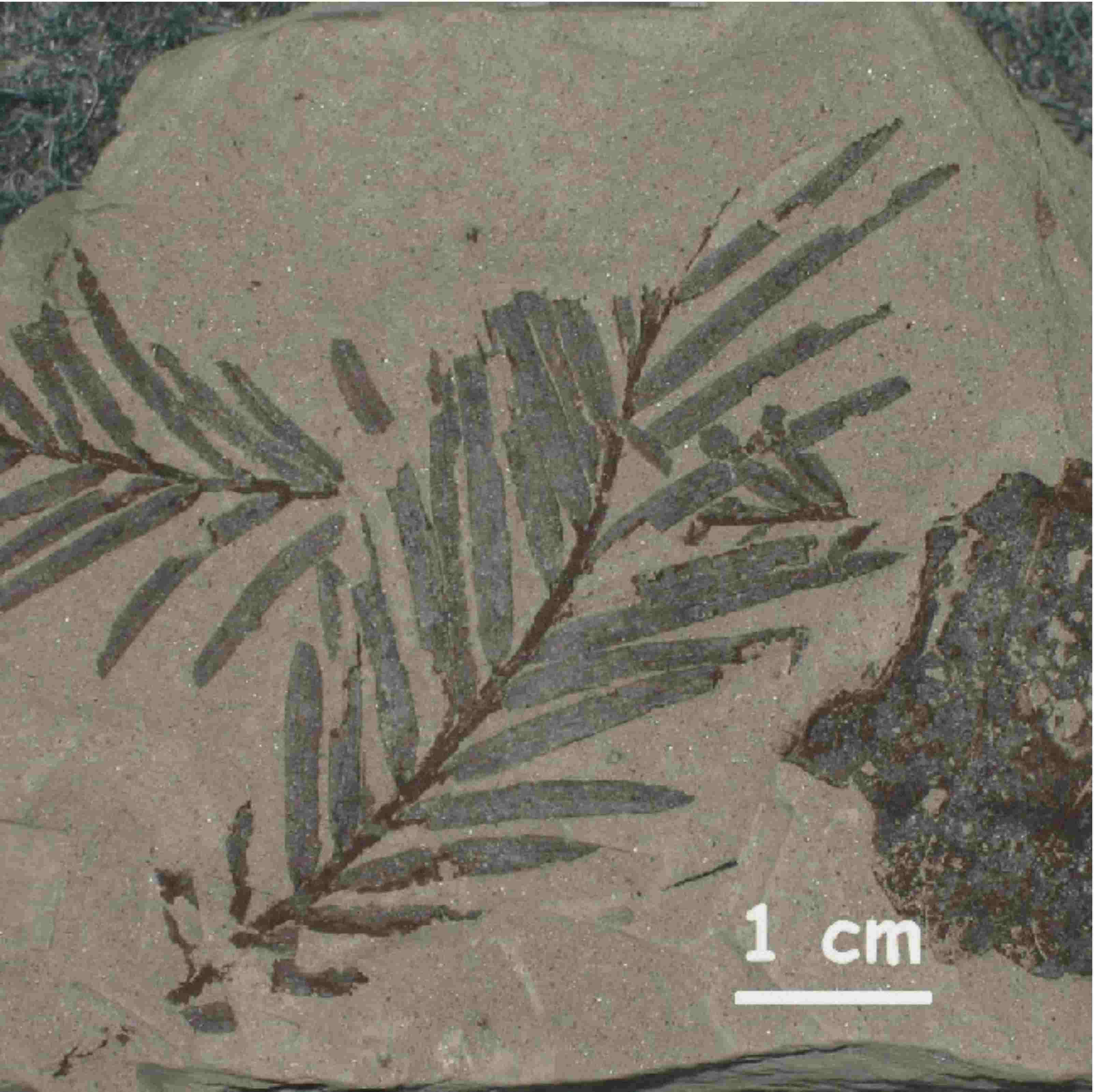
Fossil einer Sumpfzypresse (Taxodium dubium) aus dem Tagebau Hambach, acht Millionen Jahre alt
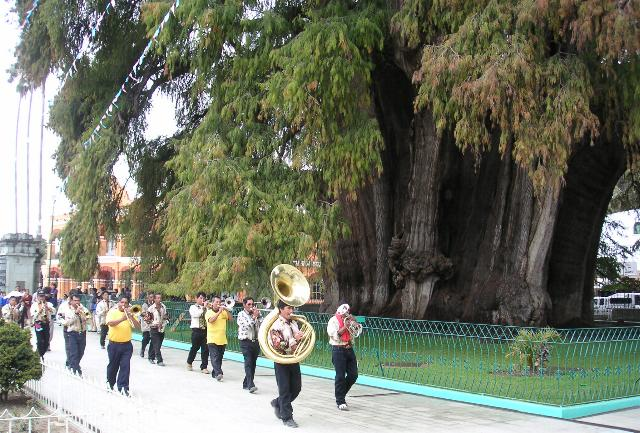
Mexikanische Sumpfzypresse (Taxodium mucronatum): Dieses Exemplar, der „Baum von Tule“, steht in Santa María del Tule im Bundesstaat Oaxaca, Mexiko und ist nach dem Stammdurchmesser der „dickste Baum der Welt“.
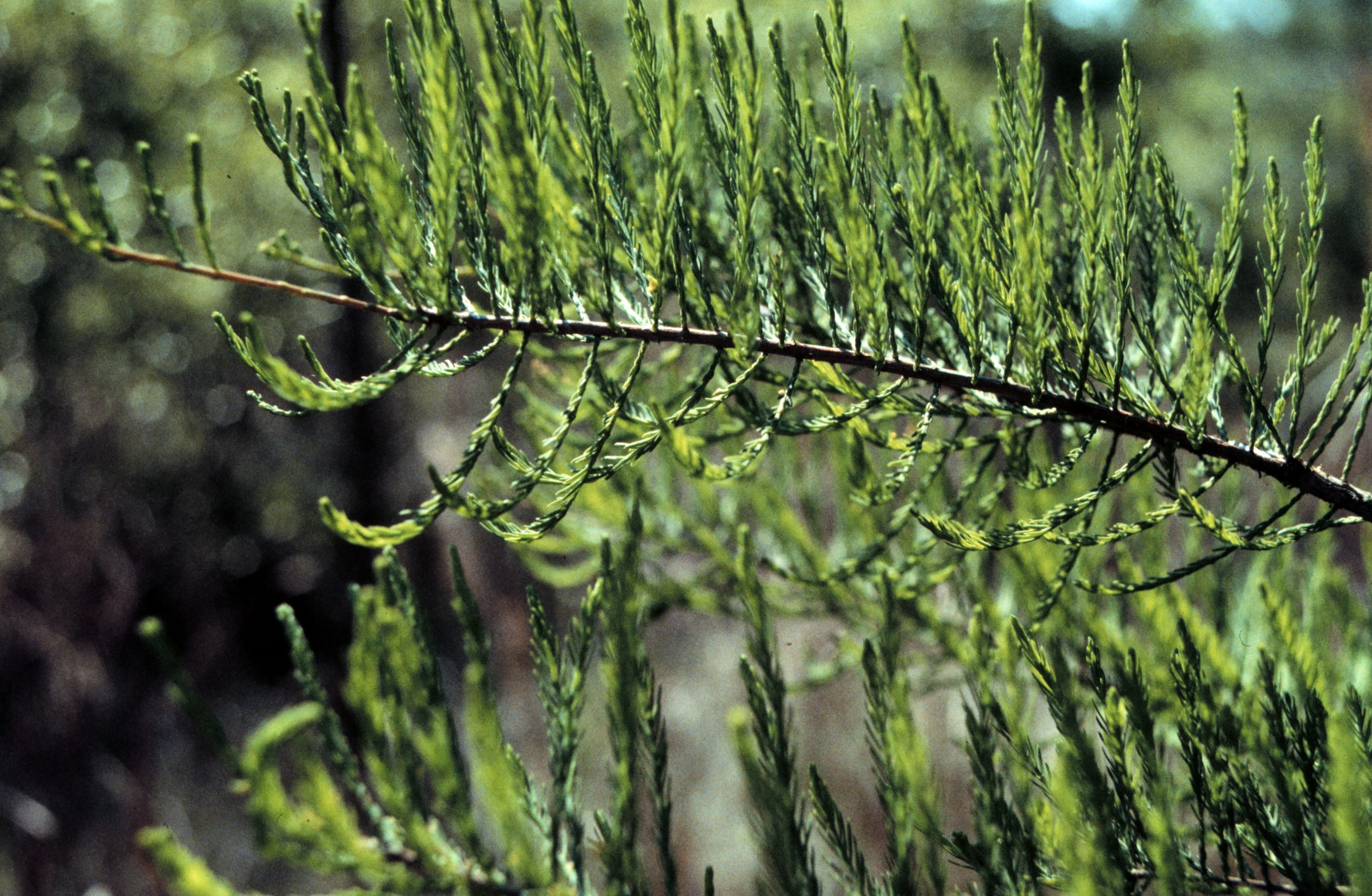
Zweig der Aufsteigenden Sumpfzypresse (Taxodium distichum var. imbricatum); die namensgebenden aufrechten Seitenzweige sind deutlich zu sehen.
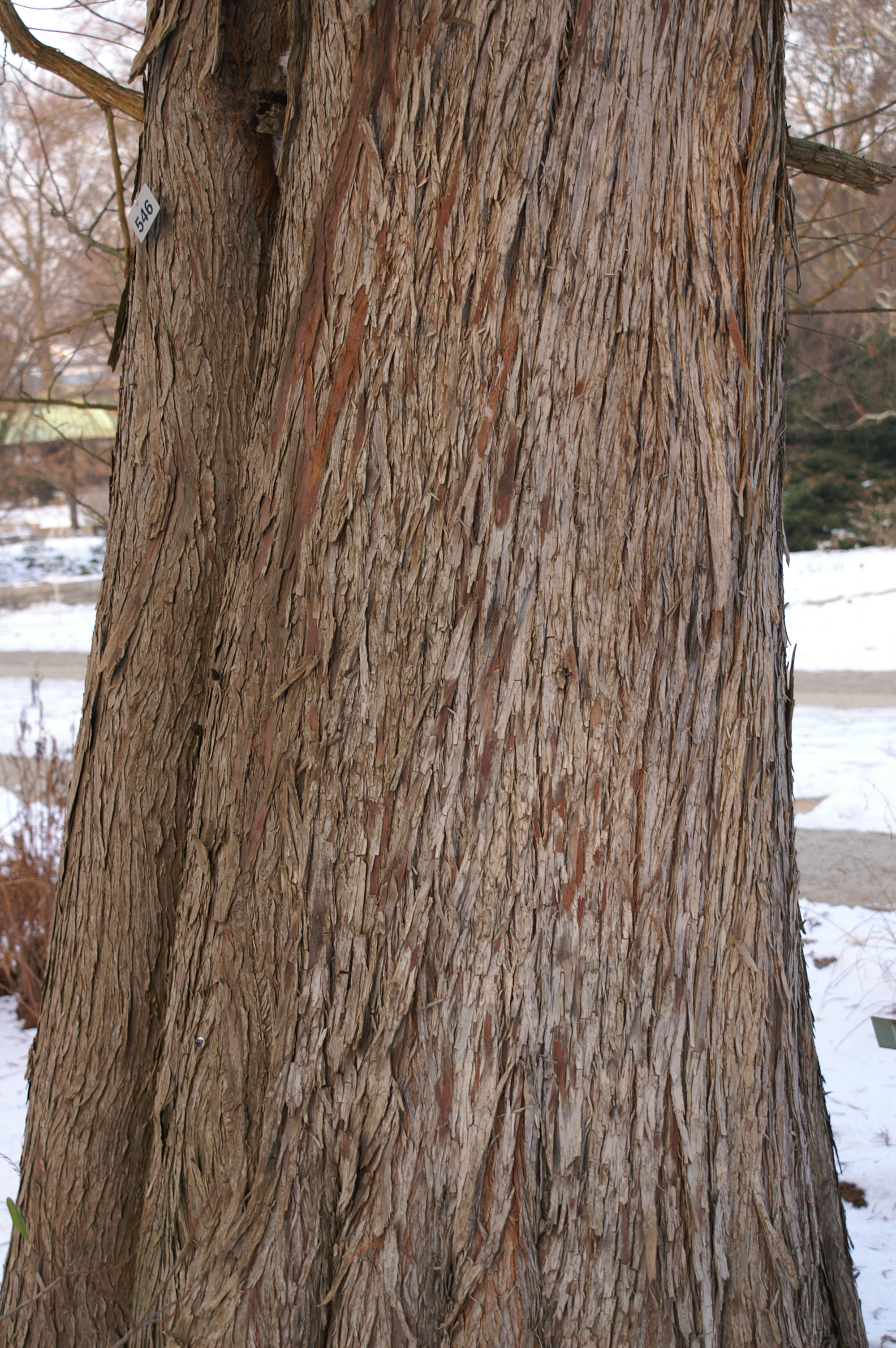
Stamm und Rinde von Echten Sumpfzypressen
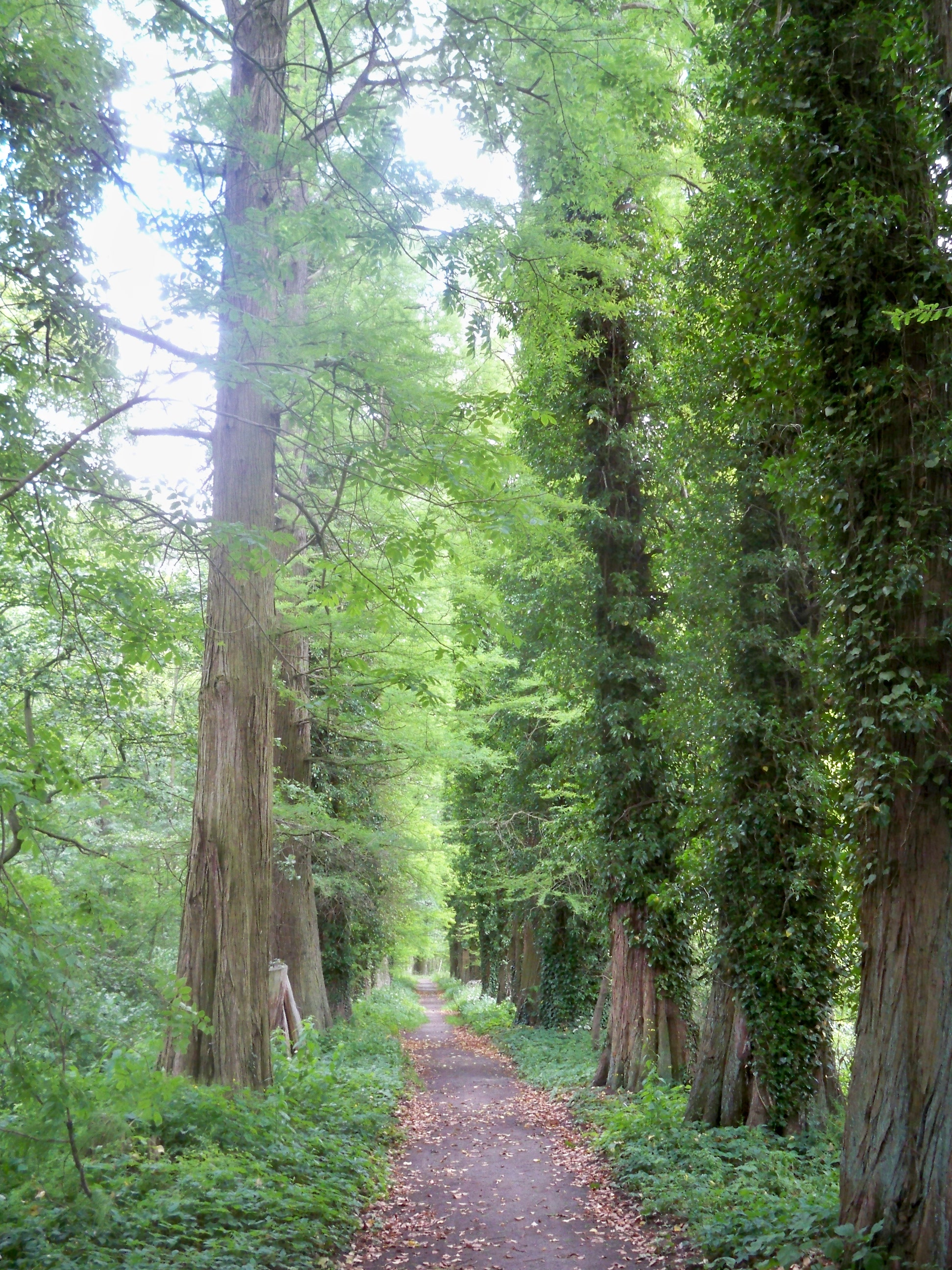
Eine Sumpfzypressen-Allee in Beetzendorf in Sachsen-Anhalt